# Krystyna Czajkowska
Krystyna Czajkowska, nach Heirat Krystyna Czajkowska Rawska, (* 25. April 1936 in Sosnowiec) ist eine ehemalige polnische Volleyballspielerin, die zwei olympische Medaillen gewann.

## Karriere
1958 gewann Krystyna Czajkowska ihre erste internationale Medaille. Bei der Europameisterschaft in der Tschechoslowakei setzten sich in der Vorrunde die Mannschaften aus den Ostblockstaaten sowie Jugoslawien durch. Den Titel gewann die sowjetische Mannschaft vor dem Team aus der Tschechoslowakei. Die Polinnen erkämpften die Bronzemedaille.
Bei der Weltmeisterschaft 1962 gewannen die Polinnen ihre Vorrundengruppe und belegten dann in der Hauptrunde den dritten Platz hinter den Mannschaften aus Japan und aus der Sowjetunion. 1963 bei der Europameisterschaft in Rumänien gewann sie mit der polnischen Mannschaft die Silbermedaille hinter der sowjetischen Mannschaft.
Im Jahr darauf fand bei den Olympischen Spielen 1964 die olympische Premiere für Volleyball statt. Die polnische Mannschaft erreichte den dritten Platz hinter den Japanerinnen und der Auswahl aus der Sowjetunion. Czajkowska erzielte im Turnierverlauf elf Punkte und steuerte 26 Side-Outs (Balleroberungen) bei.
An der Weltmeisterschaft 1967 nahm die polnische Mannschaft, wie alle anderen Ostblockmannschaften, nicht teil, nachdem es mit den gastgebenden Japanern zu keiner Einigung über die Bezeichnungen für die zur Teilnahme qualifizierten Teams aus Nordkorea und aus der DDR kam. Bei der Europameisterschaft 1967 gewannen die Polinnen wieder die Silbermedaille hinter der Mannschaft aus der Sowjetunion.
1968 wurde das olympische Volleyballturnier in Mexiko-Stadt ausgetragen. Es siegte die sowjetische Mannschaft vor den Japanerinnen und den Polinnen. Czajkowska war in allen sieben Spielen dabei. Sie erzielte 16 Punkte und 17 Side-Outs.